# Hocus Pocus 2
Hocus Pocus 2 ist ein Fantasyfilm von Anne Fletcher, der am 30. September 2022 in das Programm des Streamingdienstes Disney+ aufgenommen wurde. Es handelt sich um eine Fortsetzung von Hocus Pocus von Kenny Ortega aus dem Jahr 1993. Die Schauspielerinnen Bette Midler, Sarah Jessica Parker und Kathy Najimy kehrten hierfür wieder in ihre alten Rollen der Sanderson-Schwestern zurück.

## Handlung
Bei einem Ritual in der Halloween-Nacht erwecken die Teenager Becca und Izzy in Salem versehentlich die drei Sanderson-Schwestern Winifred, Sarah und Mary wieder zum Leben, nachdem sie 29 Jahre zuvor bereits schon einmal von ihrem Fluch befreit wurden. Nun müssen die Mädchen die Hexen daran hindern, einen Unsterblichkeitszauber durchzuführen, der sie allmächtig machen würde.

## Produktion

### Filmstab
Der Film ist die Fortsetzung von Hocus Pocus von Kenny Ortega aus dem Jahr 1993. Die drei Sanderson-Schwestern, von denen dieser Film handelte, sind Hexen.
Regie führte Anne Fletcher. Nach Step Up, 27 Dresses, Selbst ist die Braut, Unterwegs mit Mum und Miss Bodyguard ist Hocus Pocus 2 ihr sechster Spielfilm als Regisseurin. Das Drehbuch schrieb Jen D’Angelo.

### Besetzung und Dreharbeiten

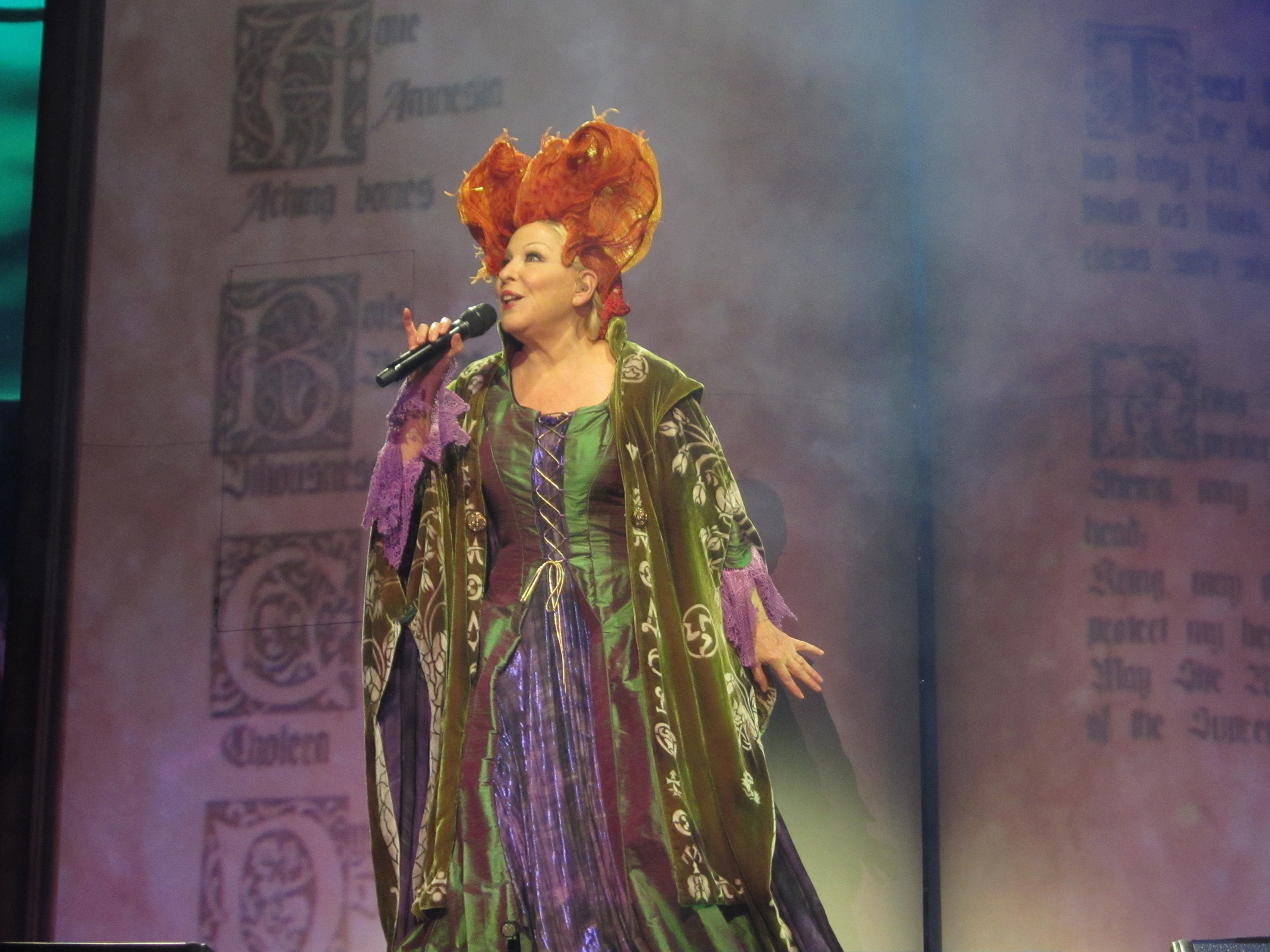
Bette Midler kehrte wieder in die Rolle von Winifred Sanderson zurück

Die Schauspielerinnen Bette Midler, Sarah Jessica Parker und Kathy Najimy kehrten für die Fortsetzung wieder in ihre alte Rollen von Winifred, Sarah und Mary Sanderson zurück. Doug Jones ist ebenfalls wieder in der Rolle von Billy Butcherson zu sehen, dem ehemaligen Liebhaber von Winifred, der als Zombie von den Toten aufersteht. Whitney Peak und Belissa Escobedo spielen Becca und Izzy, die die Sanderson-Schwestern wieder zum Leben erwecken. Tony Hale spielt Mayor Traske, den Bürgermeister der Stadt, Lilia Buckingham dessen Tochter Cassie. Sam Richardson spielt Gilbert, den Besitzer des Olde Salem Magic Shoppe.
Die Dreharbeiten fanden ab Herbst 2021 an verschiedenen Orten in Rhode Island statt. Als Kameramann fungierte Elliot Davis.

### Filmmusik und Veröffentlichung
Wie bei dem ersten Teil stammt die Filmmusik von John Debney. Das Soundtrack-Album mit insgesamt 28 Musikstücken ist am 30. September 2022 von Walt Disney Records als Download veröffentlicht worden. Als CD erschien das Album am 11. November 2022. Am gleichen Tag stieg das Album auf Platz 20 in die Billboard Soundtrack Charts ein.
Der Streamingdienst Disney+ hat den Film am 30. September 2022 in sein Programm aufgenommen. Die Premiere des Films erfolgte bereits am 27. September 2022 in New York.

## Synchronisation
Die deutschsprachige Synchronfassung entstand nach dem Dialogbuch von Ursula von Langen und unter der Dialogregie von Martin Halm bei der FFS Film- & Fernseh-Synchron in München. Mehrere Rollen wurden im Film neubesetzt, lediglich Katharina Lopinski ist erneut in ihrer alten Rolle zu hören.
| Rolle              | Schauspieler         | Synchronsprecher   |
| ------------------ | -------------------- | ------------------ |
| Winifred Sanderson | Bette Midler         | Joseline Gassen    |
| Sarah Sanderson    | Sarah Jessica Parker | Irina von Bentheim |
| Mary Sanderson     | Kathy Najimy         | Katharina Lopinski |
| Billy Butcherson   | Doug Jones           | Gudo Hoegel        |
| Gilbert            | Sam Richardson       | Tobias Schmidt     |
| Becca              | Whitney Peak         | Zina Laus          |
| Izzy               | Belissa Escobedo     | Valeria Ceraolo    |
| Cassie             | Lilia Buckingham     | Mara de Temple     |
| Major Traske       | Tony Hale            | Pascal Fligg       |

## Rezeption

### Kritiken
Die Kritiken waren äußerst gemischt. Von den bei Rotten Tomatoes aufgeführten Kritiken sind 64 Prozent positiv. Die durchschnittliche Wertung liegt bei 5,7 von 10 Punkten, womit er aus den 23. Annual Golden Tomato Awards als Drittplatzierter in der Kategorie Kids & Family Movies der Filme des Jahres 2022 hervorging. Auf Metacritic erhielt der Film einen Metascore von 56 von 100 möglichen Punkten.
Dani Maurer von outnow.ch schreibt in seiner Kritik, Hocus Pocus 2 sei schlussendlich ein zahmer Halloween-Spaß mit viel Magie geworden, begleitet von flotten Sprüchen, eine ihre Kollegen überragende Bette Midler und viel von dem Gefühl, das vor allem in Amerika zu dieser herbstlichen Jahreszeit gehöre. Disney habe gezeigt, dass Halloween auch ohne Blut und Schockeffekte gehe. Die Story sei analog dem Originalfilm so ausgerichtet, dass man vor allem die wieder zum Leben erweckten Hexen im Mittelpunkt hat, die sich mit allerlei Problemchen durch die Gegenwart zaubern, damit aber auch kaum der Rede wert.
In einer Kurzkritik im Lexikon des internationalen Films heißt es, das Sequel liefere einmal mehr tricktechnisch solide Unterhaltung, habe dem Original aber wenig Neues hinzuzufügen, nicht zuletzt, weil die jugendlichen Hauptfiguren gegenüber den mit merklichem Spaß verkörperten Hexen ziemlich blass blieben und ihre Gruppendynamik nur sehr oberflächlich abgehandelt werde.

### Auszeichnungen
Artios Awards 2023
- Nominierung in der Kategorie „Fernsehfilm“[13]

Costume Designers Guild Awards 2023
- Nominierung für die Besten Kostüme in einem Science-Fiction- oder Fantasyfilm (Salvador Perez)[14]

Eddie Awards 2023
- Nominierung für den Besten Schnitt in einem Fernsehfilm (Julia Wong)[15]

Emmy 2023
- Nominierung als Bester Fernsehfilm
- Nominierung in der Kategorie Music Composition for a Limited or Anthology Series, Movie or a Special (John Debney)[16]

Hollywood Music In Media Awards 2022
- Nominierung für die Beste Musik – Streamed Live Action Film, no theatrical release (John Debney)[17]

Nickelodeon Kids’ Choice Awards 2023
- Nominierung als Bester Film
- Nominierung als Beste Schauspielerin (Sarah Jessica Parker)[18]

People’s Choice Awards 2022
- Nominierung als Beste Filmkomödie[19]

Producers Guild of America Awards 2023
- Nominierung für den Award for Outstanding Producer of Televised or Streamed Motion Pictures[20]